# Gospa Emine
Emine Hatun (osmanski turski: ạmy̰nہ kẖạtwn) bila je supruga sultana Mehmeda I, vladara Osmanskog carstva.

## Rani život
Emine Hatun rođena je kao princeza Dulkadirid, ćerka Šabana Suli Bega, trećeg vladara bejlika Dulkadira (vladavina 1386–1398). Imala je brata Sadaka Bega, četvrtog vladara Dulkadira (vladavina 1398–1399). Bila je prvi rođak Nasiredina Mehmed bega, petog vladara Dulkadirida (vladavina 1399–1442). Unuka Mehmed-bega, Sitišah Hatun, udala se za Mehmeda II 1449. godine, a kasnije se njena nećakinja Gulbahar Hatun udala za Bajazita II i postala majka Selima I.

## Brak
Godine 1403, kada je Mehmed pobedio svog brata Isu Čelebija i Isfendijara bega, vladara Isfendijarida, koji su međusobno sklopili savez, vratio se u Rum i odlučio da sklopi neke saveze. Dok je guštao u Tokatu, vladar Karamanida Mehmed beg poslao je svog glavnog vojnog sudiju, a ambasadori su takođe stigli iz carstva Dulkadirida. Odnosi su popravljeni i neprijateljstvo je uklonjeno. Tada je između njih sklopljen mir i prijateljstvo. Pokloni i znaci veridbe su poslani Emine Hatun, koja je na taj način bila verena za sultana. Važan bračni savez Mehmeda Čelebija sa vladarom susedne plemenske konfederacije Dulkadir, koja je bila posebno bogata konjima i konjanicima, pokazuje njegov kontinuirani naglasak na plemenskoj politici. Savez se pokazao kao velika vrednost za Nasireddna Mehmed bega. To je Mehmedu ne samo dalo oružanu pomoć u kampanji za carstvo, već je uvek bilo spremno da napadne istočne provincije kneževine Karamanid.

## Spor oko majke Murata II
Identitet majke sultana Murata II je sporan. Prema istoričarima Ismailu Hamiju Danismendu i Hitu V. Lovriju, majka mu je bila Emine Hatun. Međutim, prema istoričaru Šukrulahu iz 15. veka, Muratova majka je bila konkubina.